# Artillería

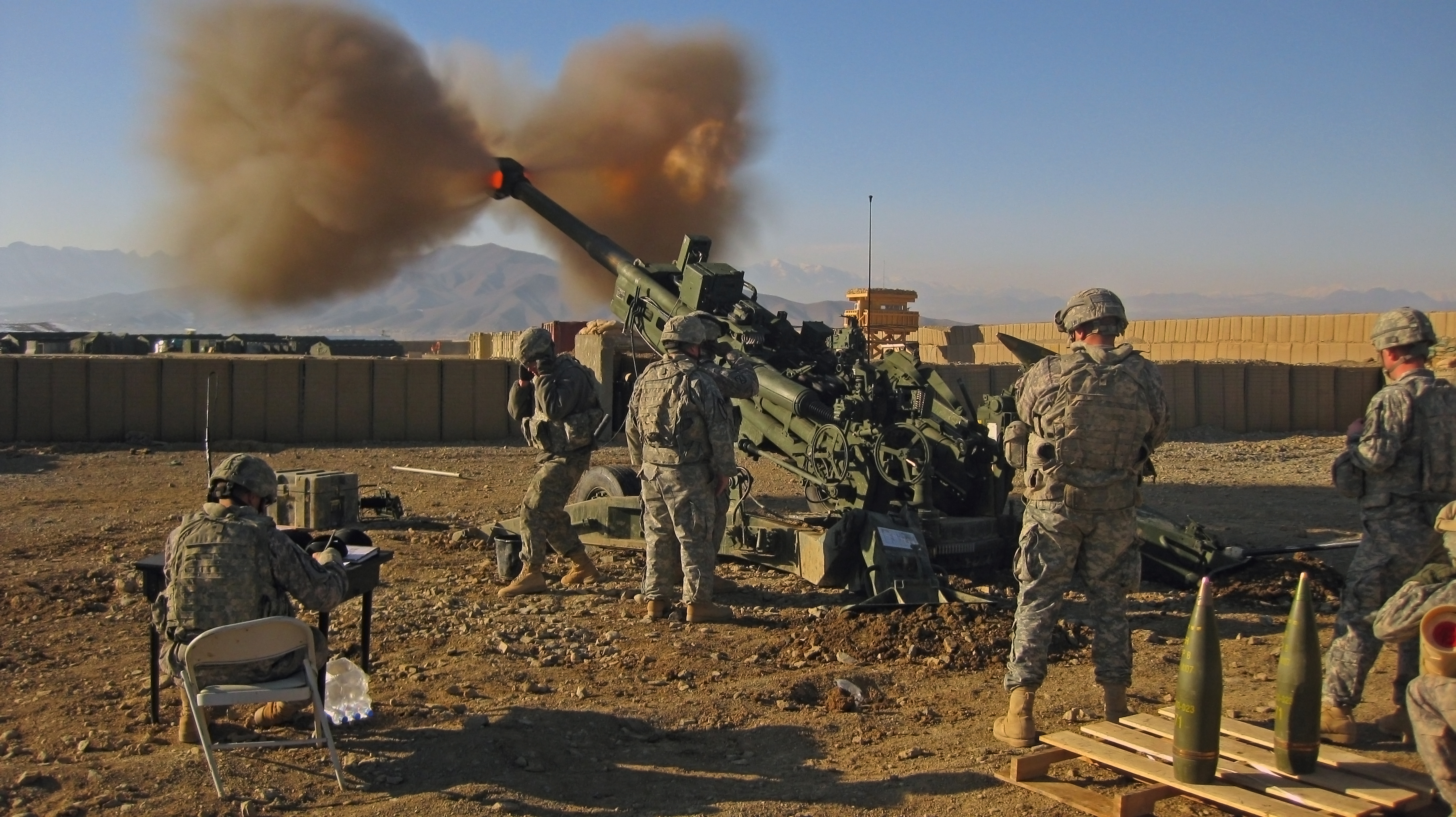
Soldados estadounidenses disparan un Obús M777 en 2009, durante la Guerra de Afganistán.

La artillería es el conjunto de armas de guerra pensadas para disparar proyectiles de gran tamaño a largas distancias empleando como elemento impulsor una carga de explosivo. Por extensión se denomina así a la unidad militar que las maneja.
Toda pieza artillera tiene una boca de fuego, un tubo metálico de determinado calibre y longitud y un armazón donde se apoya, denominado cureña o afuste.

## Etimología
El origen etimológico del término «artillería» es bastante confuso y se han planteado diversas teorías destinadas a dar una explicación para el mismo. Podría provenir del latín artillus que significa ingenio. Otra explicación posible es aquella que atribuye la palabra al nombre de un fraile llamado Juan Tillery: con el paso del tiempo el «arte de Tillery» se habría transformado en la palabra «artillería». Una segunda hipótesis sostiene que, específicamente, el término «artillero» era utilizado para designar a aquella persona que «artillaba» o «armaba» un castillo o fortaleza, basándose en una antigua ordenanza del rey Eduardo II de Inglaterra, la cual ordenaba que un solo artillero (o maestre de artillería, conforme al término utilizado en la época) se encargara de la construcción de balistas, arcos, flechas, lanzas y otras armas para abastecer al ejército. Aún hasta el año 1329, el término seguía siendo utilizado de forma genérica y abarcativa, incluyendo no solo a la estricta maquinaria de guerra, sino también a todo tipo de artefactos civiles y armamento diverso.

## Historia
La invención de la pólvora —conjuntamente con la de otro artefacto estrechamente ligado al anterior: el cañón— constituiría el primer hito que iniciaría la historia de la artillería, bien diferenciada de la historia de las meras máquinas de asedio.
En Europa, hay varias referencias en el siglo XIV al uso de piezas artilleras primitivas por los árabes en el sitio de Baza, y se sabe que el ejército de Alfonso XI la utilizó en 1342-1344 en el sitio de Algeciras[cita requerida].  Parece ser que también se utilizó la pólvora contra las fortificaciones,  en el asedio de Niebla, años 1261-2 por las tropas de Alfonso X el Sabio. También hay menciones en una obra sobre los oficios del rey escrita en Inglaterra. En todos los casos se describen una especie de potes de hierro que disparan bolas de piedra y flechas de gran tamaño. En la Batalla de Crécy en 1346 entre Inglaterra y Francia, se tiene constancia del uso de un cañón que empleaba bolas de piedra como munición.
En el siglo XVI, se sabe que se fabricaban cañones de bronce fundido y de hierro, estos últimos con una técnica parecida a la elaboración de toneles, juntando láminas de hierro al rojo y luego colocando aros de refuerzo alrededor y una tapa gruesa en la parte posterior. Las piezas eran relativamente peligrosas y tenían la tendencia a explotar matando a sus servidores al ser sometidas a mucho esfuerzo. Para disparar una pieza, había que meter primero por la boca de la misma un taco con una esponja húmeda para apagar posibles restos que quedaran del disparo anterior, a continuación introducir la pólvora, apretándola con un taco, luego la bala y se comprimía el conjunto. En la parte posterior del arma había un orificio denominado oído por el que se introducía una pequeña cantidad de pólvora a la que se aplicaba una mecha para provocar el disparo. Con el retroceso, el cañón saltaba varios metros hacia atrás y los sirvientes debían empujarlo de nuevo a su posición. El alcance máximo eficaz era entre uno y dos kilómetros.
En estos momentos las piezas de artillería son de dos tipos: por un lado, el cañón, pieza larga en relación con su calibre, pensado para disparar sobre un blanco que está a la vista de los artilleros en una trayectoria casi plana en lo que se denomina tiro directo o tiro tenso y, por otro, el mortero, con un cuerpo metálico corto y ancho, que permite inclinaciones entre 45° y 90° para bombardear objetivos dentro de posiciones fortificadas o desde detrás de muros o elevaciones de terreno con municiones explosivas. Las piezas son generalmente de fundición de bronce o latón. La mayoría de la artillería se destina a atacar o defender ciudades y fortificaciones por su escasa movilidad, aparte de montarse en navíos.
Existían en los siglos XV y XVI varios tipos de cañón, como la bombarda, con un tubo atado a un bastidor de madera montado en una cureña sencilla que se apuntaba metiendo o sacando tacos de madera de un rudimentario dispositivo elevador, o el falconete, un cañón ligero, normalmente montado en una especie de horquilla de hierro fija a un muro o a la borda de un navío, con una barra que salía por su parte posterior para apuntar la pieza con una mano mientras con la otra se daba fuego al oído del arma para disparar. Una innovación importante fueron los muñones, piezas integradas en la boca de fuego que salían como un cilindro a cada lado que encajaba en la cureña y permitía cambiar el ángulo de elevación, eliminándose así el tosco sistema de atar las piezas a un bastidor.
Aligerando las bombardas surge en el siglo XVI la culebrina, cañón que llegaba a tener 30 veces la longitud del calibre, montada sobre una cureña con dos grandes ruedas para facilitar el transporte por los caminos y que permite disponer de una primitiva artillería de campaña para el campo de batalla. En dicho siglo, Carlos I de España intenta por vez primera en Europa, homogeneizar los calibres y piezas de sus ejércitos para terminar con los problemas de intendencia que suponía fabricar piezas totalmente distintas y establece siete modelos (seis cañones y un mortero) de calibre entre 40 y 3 libras (entonces los calibres se medían por el peso del proyectil). La mayoría de los ejércitos europeos intentan seguir por el mismo camino, aunque continuarán existiendo piezas no reglamentarias en uso durante muchos años. Desde el siglo XVII, la denominación cañón sustituye a las antiguas de bombarda, culebrina, etc. para designar a ese tipo de piezas.

## Primeros proyectiles expansivos
La munición empleada hasta el siglo XVII consistía normalmente en bolas de piedra o metal, adecuadas para derribar muros o atacar barcos en el mar, pero con muy poco efecto sobre la infantería o caballería, aparte de asustar a los caballos.
En ese mismo siglo se desarrollaron nuevos tipos de municiones:
A.- Bolas metálicas huecas rellenas de munición de mosquete o fusil, que al chocar contra el suelo o un muro desparraman su contenido.
B.- Saquitos rellenos de balas que al salir del cañón se desintegraban desparramando las balas por un frente amplio; esta clase de munición recibe el nombre de "metralla".
C.- En las batallas marinas se empleaban dos bolas unidas por una cadena o barra que partían aparejos, mástiles o personas encontradas a su paso.
D.- También se empieza a utilizar munición explosiva para potenciar la penetración de la metralla, colocando en las bolas rellenas de balas un núcleo de pólvora con una mecha lenta que se encendía antes de meter el proyectil en el cañón o mortero. Ya anteriormente las bombardas o morteros empleaban en ocasiones bombas, esferas metálicas rellenas de material explosivo e incendiario con una mecha lenta que se debía encender antes de cargarla en la pieza.

## Artillería entre los siglosXVIIyXVIII
Durante los siglos XVII y XVIII la artillería y el concepto de su uso cambió radicalmente. Anteriormente eran armas muy peligrosas de usar que, muchas veces,  los nobles preferían llevar al campo de batalla principalmente para intimidar. Durante el siglo XVII la artillería no cambió demasiado, ya que seguía siendo una herramienta peligrosa; resultaban un estorbo para los generales, que muchas veces debían utilizar dos tríos de caballos para transportarlas. Los caballos, sin embargo, morían generalmente de cansancio y debían usarse caballos de escuadrones militares para transportarlas; no era raro tampoco que, si el ejército se encontraba en apuros o sencillamente en desbandada, la artillería se dejara en el camino, pero para desgracia para el enemigo los artilleros podían martillear una clavija en el oído del cañón para inhabilitarlo.
El siglo XVIII fue un buen momento para la artillería; las mejoras en la movilidad hacían que los cañones dejasen de ser un estorbo. En ese periodo se encontraron otros materiales para construirlo. Ingenieros holandeses, por ejemplo, usaban bronce para fabricar sus cañones, lo cual hacía más ligera la artillería, y por tanto más ágil a la hora de reubicarse en el campo de batalla. Sin embargo, este método no fue muy popular debido al coste, y la dificultad de encontrarlo hicieron que estos cañones fuesen solamente usados en ámbitos montañosos. Los escoceses también llegaron a fabricar cañones con cuero cuando el metal o los cañones eran difíciles de conseguir.
Sin embargo, la artillería no cambió mucho su rol de "arma de apoyo"; los cañones podían ser efectivos en el campo y en el asedio, pero su efectividad se veía reducida a otros aspectos tales como la munición, el alcance, el retroceso del arma (que no se resolvería hasta la construcción del 75 mm francés), el peso y el transporte. Por esto es que los cañones seguirían siendo durante el siglo XVIII un arma para desorganizar a las tropas enemigas, más que un arma de destrucción importante.
Ceremonialmente, en España en 1799, en prueba del aprecio que le merecía al Rey Carlos IV la compañía de cadetes de Artillería, cuando las familia real vaya al Alcázar o a donde se halle la Compañía de Caballeros Cadetes, éstos formarán a la izquierda de los Guardias de Corps, para dar guardia de honor a dichos miembros reales.

## Desarrollo durante el

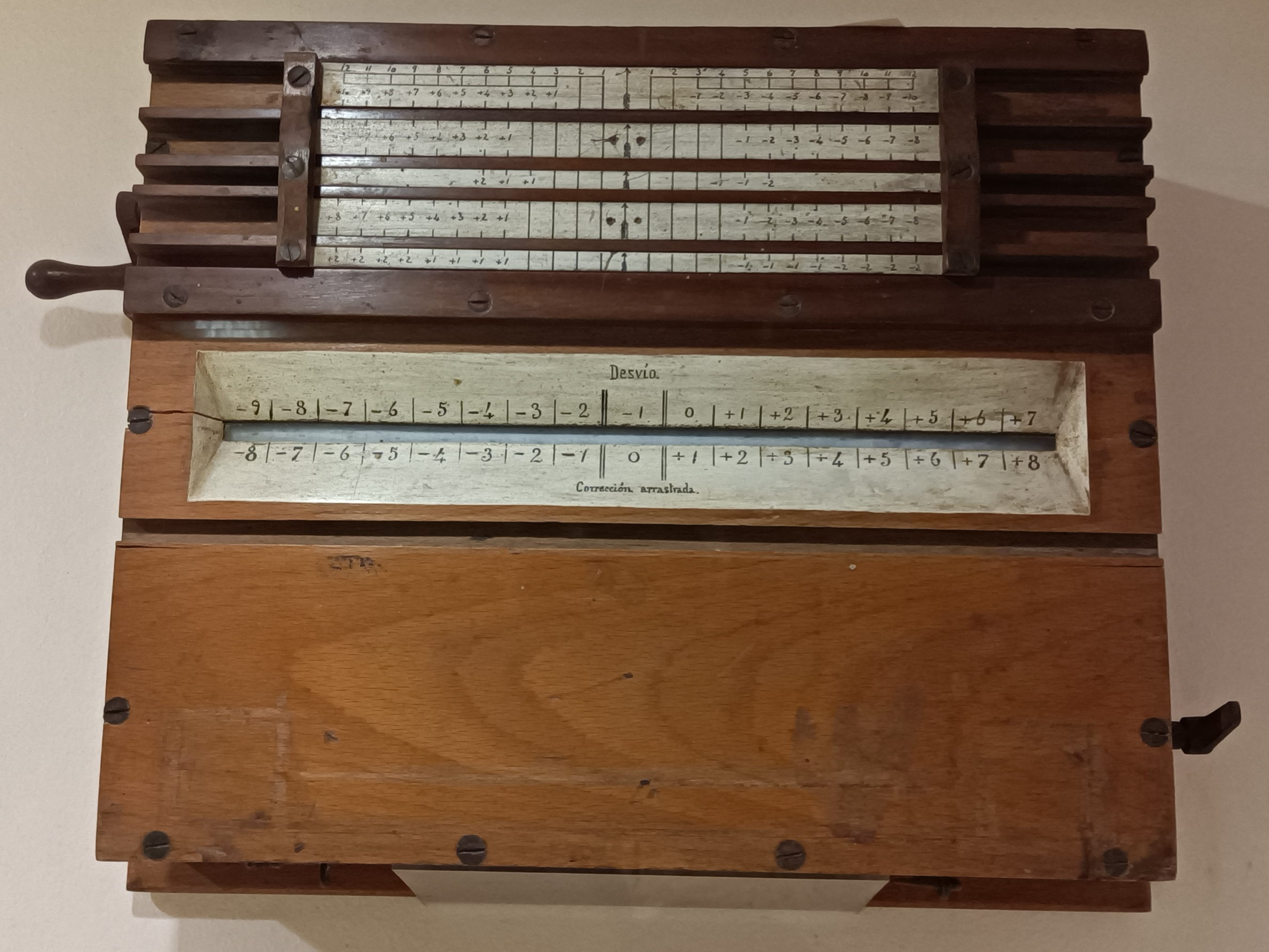
Calculadora de lanzamiento con cañón.

## Desarrollo después de la época napoleónica

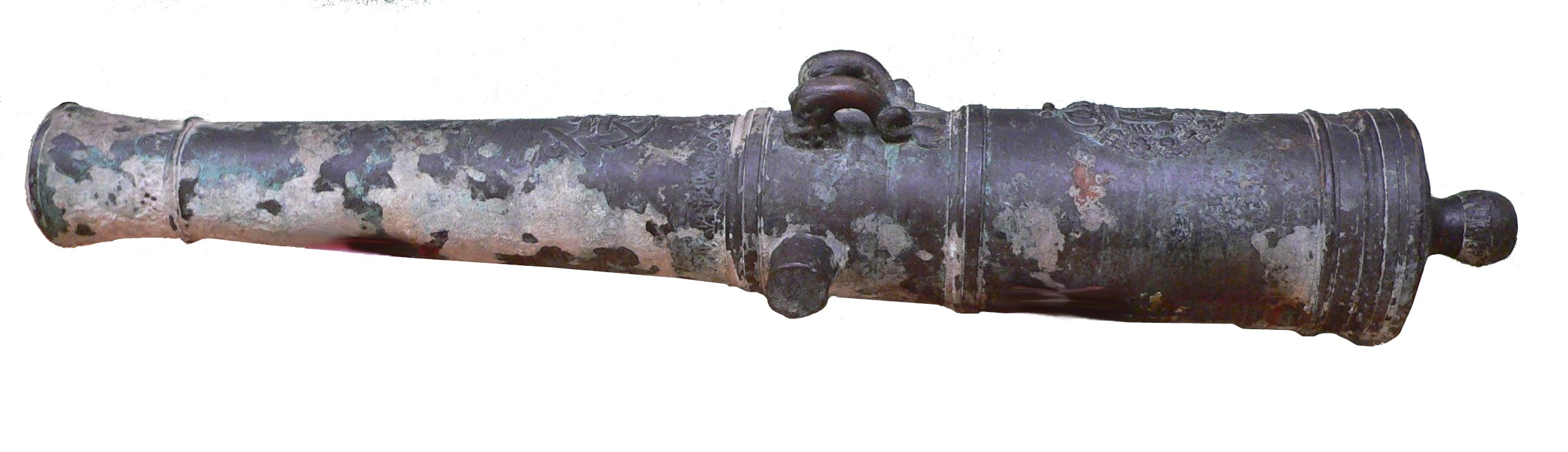
Pieza de artillería naval en bronce, de comienzos del

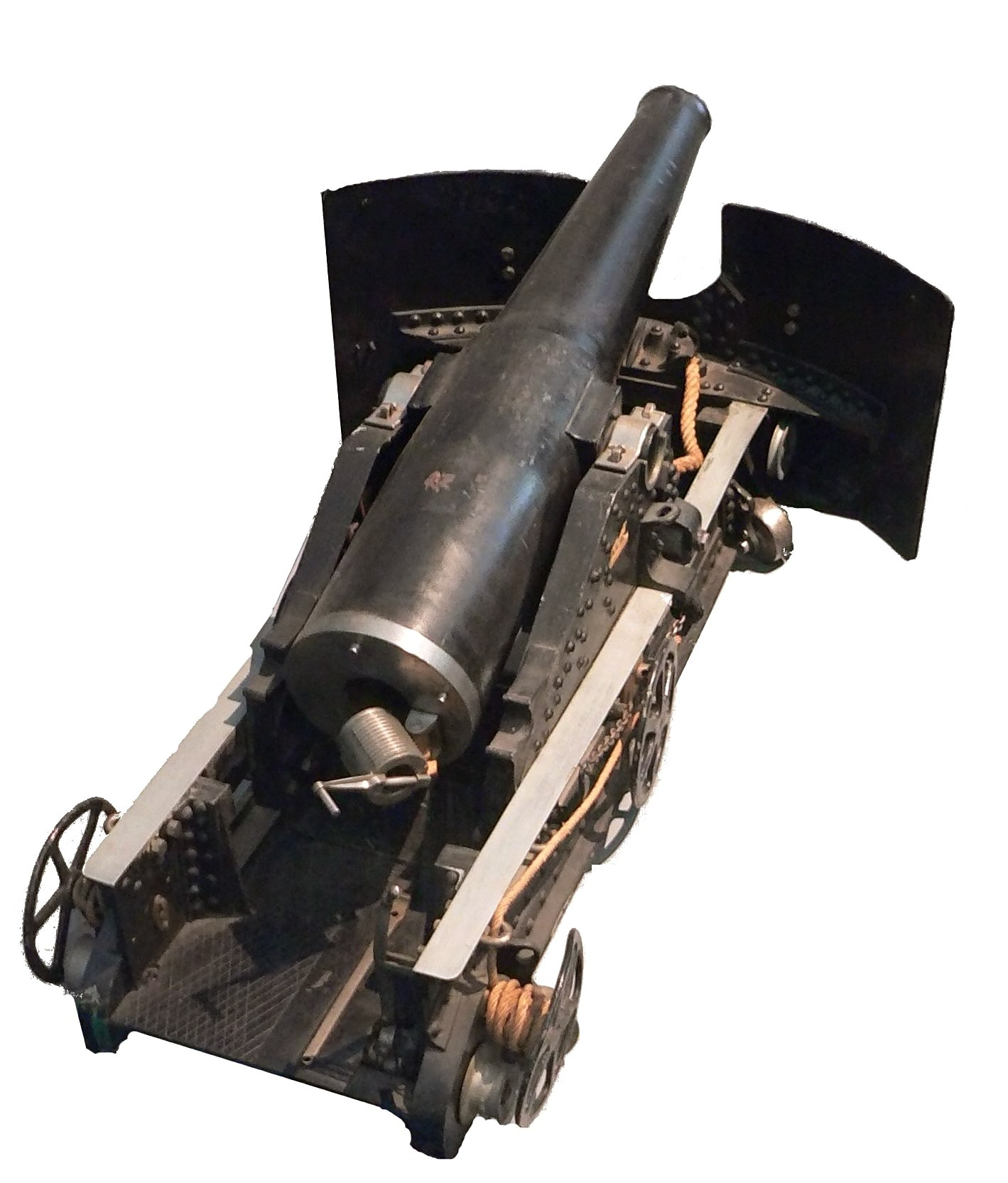
Pieza de artillería naval francesa de finales del

Poco después de las guerras napoleónicas aparece el obús, arma parecida al cañón pero que permite por primera vez lo que se llama tiro indirecto en una forma primitiva, esto es, atacar posiciones que, estando en la línea de alcance, se encuentran ocultas por elementos del terreno, muros, etc. gracias a que posibilita inclinaciones de 45° o más. Además se comienza a practicar el rayado del ánima de algunas piezas, lo que mejora su precisión pero acorta mucho su vida útil si son de bronce. Se empieza así a emplear hierro fundido en las piezas rayadas y, para superar los problemas de desgaste y de presión, se refuerza la zona posterior con un segundo anillo de fundición que casi duplica el grosor en la zona, a pesar de lo cual se siguen produciendo accidentes de tanto en tanto. El alcance máximo de las piezas mayores no pasa de 4 km útiles. Aparecen las primeras municiones de forma cilindrocónica y espoletas por contacto que permiten disparar munición explosiva con seguridad.
En la segunda mitad del siglo XIX, la artillería experimenta una revolución gracias a las técnicas modernas de fundición del acero que permiten, por un lado, hacer tubos rayados para las piezas en acero, con la mejora de resistencia que suponía y, por otro, sustituir los obsoletos armones de madera por nuevas cureñas en acero laminado mucho más resistentes. Además, en virtud de la resistencia de los materiales es posible desarrollar un cierre en la parte posterior del cañón para cargarlo por detrás (denominándose esto como "armas de retrocarga"). La munición aparece ya encapsulada junto con su carga en un único elemento o en dos o más en caso de armas muy grandes. La artillería de campaña alcanza ya distancias aproximadamente de casi 10 km. Finalmente en 1897 aparece en Francia el primer cañón con el retroceso controlado por un sistema hidromecánico (mecanismo hidráulico compuesto de líquido y resortes de acero), el que absorbe dicha fuerza y la neutraliza, todo ello producto de la presión generada por la acción del disparo. Este sistema reposa sobre la cureña, sistema de rodaduras y uno o más brazos posteriores que se anclan en el suelo, denominados mástiles, lo que en un cierto porcentaje absorbe parte de las fuerzas de retroceso, con lo que la pieza no se mueve de su posición de tiro, innovación que se extiende enseguida a todas las piezas. (Ver frenos de artillería).
Se generaliza el tiro indirecto mediante mapas topográficos gracias a la mejora del control de tiro, empleando observadores que tienen la posición a batir a la vista y que por teléfono o radio van proporcionando al mando de la artillería la información para corregir el tiro. Todas las piezas terrestres ligeras y medias pasan a ser cañón-obús, un arma que permite disparar con ángulos entre 0° y casi 90° para desempeñar las funciones que tenían ambas piezas. Las más pesadas pasarán a ser obuses en exclusiva. El cañón tradicional permanecerá para uso naval y aumentará de calibre y potencia hasta los 460 mm de los cañones del acorazado Yamato en la Segunda Guerra Mundial, capaz de mandar un proyectil de casi una tonelada a 40 km de distancia, más allá del límite del horizonte en el mar.

## Desarrollo durante elsigloXX

### En la Primera Guerra Mundial
En la Primera Guerra Mundial, y gracias al control del retroceso y la mejora de las cargas de propulsión, se realizan bombardeos de artillería a distancias de más de 20 km e incluso se fabrican cañones especiales con afustes montados sobre rieles de ferrocarril que pueden bombardear ciudades a 100 km de distancia, esto es debido al sistema de trincheras, el cual requería que la artillería pudiera disparar a grandes distancias, aunque el desgaste de las piezas es enorme y hay que estar cambiando la caña continuamente en este caso. El desarrollo de munición explosiva, de fragmentación, incendiaria, etc. da una potencia de fuego como nunca se había visto, convirtiendo el terreno en un erial embarrado por el que repta la infantería.

### Después de la Gran Guerra
Durante el periodo de entreguerras aparecen nuevas formas de artillería, como los cañones antiaéreos, armas que disparan munición con una espoleta de tiempo que se gradúa para hacer explotar a una determinada distancia mediante un dispositivo mecánico de relojería que, conociendo la velocidad del proyectil, impone un determinado tiempo al mecanismo de relojería de la espoleta, lo cual permite que, aunque el proyectil no impacte en el objetivo o avión, explote a su altura causándole severos daños. Otra nueva pieza es el cañón antitanque, convertido en muchos casos a partir de cañones antiaéreos, ya que su alta velocidad de salida es ideal para perforar blindajes. Un ejemplo es el mítico cañón antiaéreo/antitanque alemán de 88 mm que durante la Segunda Guerra Mundial destruirá miles de aviones y tanques de los Aliados, ya sea como cañón en su plataforma o montado en tanques. Los alemanes y soviéticos crearán además la artillería de asalto: cañones montados sobre vehículos oruga con protección blindada, más baratos y sencillas que los tanques, que acompañan a la infantería y los carros durante los ataques destruyendo con su potencia los reductos enemigos.
Las piezas más ligeras siguen montadas sobre cureñas metálicas con ruedas y un mástil con una reja que se clava al terreno para facilitar su desplazamiento y entrada en servicio inmediata. Las piezas pesadas suelen emplear una base que en transporte va como una única pieza y al colocarla en posición, se abre en forma de V en lo que se llama configuración bimástil, para soportar el retroceso del arma sin desplazarse gracias a los sistemas hidráulicos que monta. Desde la Primera Guerra Mundial se había perfeccionado el mortero, convertido en un tubo ligero montado sobre una placa y un bípode que puede ser transportado por tres o cuatro hombres y que actualmente se montan también sobre vehículos blindados de transporte de tropas para darles mayor movilidad. A algunos modelos se les dota incluso de ruedas, para moverlos con más facilidad a pie, y sistemas de carga rápida por la parte posterior, con cuatro proyectiles que pueden disparar muy rápidamente, en vez de la tradicional carga por la boca, siempre manteniendo la característica de la movilidad y el apoyo a la infantería.

### Desde la Segunda Guerra Mundial

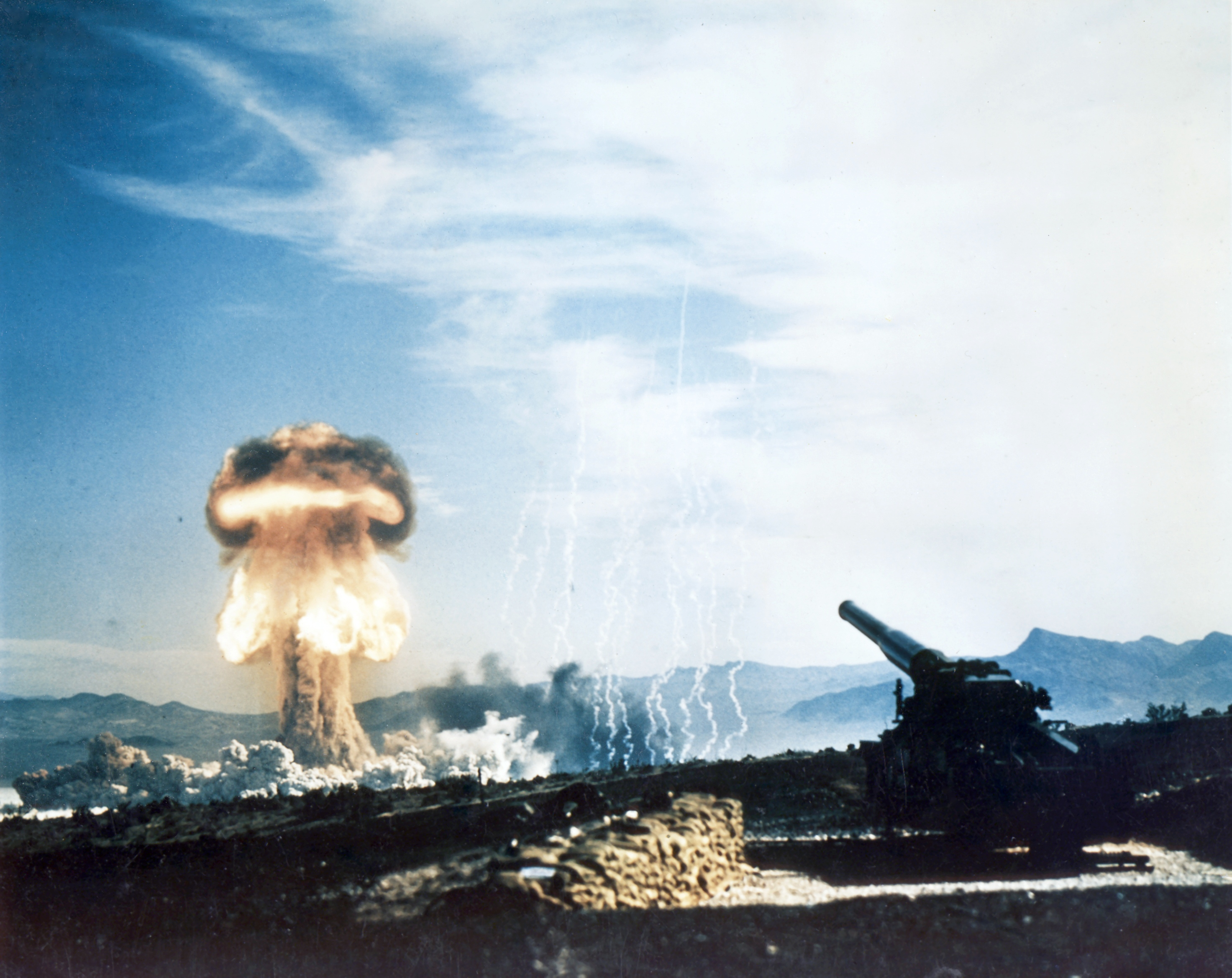
Artillería con bomba nuclear de 15 kilotones, disparada desde un cañón de 280 mm el 25 de mayo de 1953 en el Campo de Pruebas de Nevada (EE. UU.).

A partir de la Segunda Guerra Mundial y hasta hoy, las principales innovaciones han sido la incorporación de computadoras para dar un rápido cálculo de la trayectoria, mientras que antes había que efectuar varios disparos de prueba y corregirlos, empleando observadores si el blanco estaba a gran distancia. Las mejoras en el diseño de materiales permiten tubos de más larga duración y cureñas y plataformas más eficaces para agilizar el despliegue de las piezas. En los años setenta se generalizan las plataformas de despliegue rápido para transportar las piezas medias y pesadas sobre un camión lanzador especial y colocarla en su posición desplegada casi en el acto. La pieza va integrada en la parte posterior del vehículo con un sistema hidráulico que la recoge o lanza sobre el terreno en muy poco tiempo. También es general el uso de artillería que dispara directamente montada sobre un vehículo de ruedas u orugas (artillería autopropulsada).

## Calibres de artillería
Los calibres estándar de la OTAN para la artillería terrestre van de los 105 mm del cañón-obús de campaña más común a los obuses de 155 y 203 mm con alcances efectivos medios de 11, 20 y 50 km, aunque se pueden alcanzar hasta 60 km mediante munición con propulsión auxiliar por cohete.
Los misiles han sustituido en muchos casos a la artillería convencional, sobre todo en funciones antiaérea y contracarro y de ataques a larga distancia. Existe también munición autopropulsada con un motor cohete para tener más alcance, así como sistemas de munición inteligente con aletas que corrigen su trayectoria después de ser disparada por el cañón, en función de la información de una computadora conectada a GPS que puede seguir varios objetivos a la vez.

## Uso del cohete
En la Segunda Guerra Mundial aparece la artillería de cohetes, aunque ya había sido utilizada anteriormente en formas muy primitivas, por ejemplo, en China desde el siglo XIII, en la India contra los británicos en el siglo XVIII o Paraguay en el siglo XIX en la Guerra de la Triple Alianza[cita requerida]. Los británicos adoptaron el Cohete Congreve como arma incendiaria y por sus capacidades más psicológicas que físicas contra la infantería, al menos en ese momento. En el siglo XIX se siguió estudiando y mejorando sobre todo para que tras el lanzamiento mantuviera una trayectoria regular y aumentar su capacidad destructiva. Incluso en la Primera Guerra Mundial se emplearon cohetes en aviación de forma limitada.
El cohete, a diferencia del misil, carece de un sistema de guiado posterior a su lanzamiento. Se emplea como arma de saturación, para arrasar completamente una zona, con cabezas de alto explosivo, incendiarias. Para eso se montan varios cohetes en un sistema de guiado mediante raíles o tubos y todo el conjunto sobre un vehículo o plataforma móvil, se apunta al área que se quiere destruir y se disparan simultáneamente mediante un sistema eléctrico. Los clásicos cohetes rusos katiusha de la Segunda Guerra Mundial, lanzados desde plataformas montadas sobre camiones se siguen utilizando actualmente en versiones modernas, y que mostraban su potencial arrasando un determinado campo de tiro. Incluso ejércitos como el estadounidense, que durante décadas despreciaron el uso de cohetes como un arma tosca, propia de ejércitos anticuados, han incorporado en los últimos años vehículos que permiten lanzar, o una cantidad determinada de cohetes para saturar un área determinada, o sustituir los cohetes por dispositivos lanzamisiles, estos con guía después del lanzamiento.

## Tipos de artillería

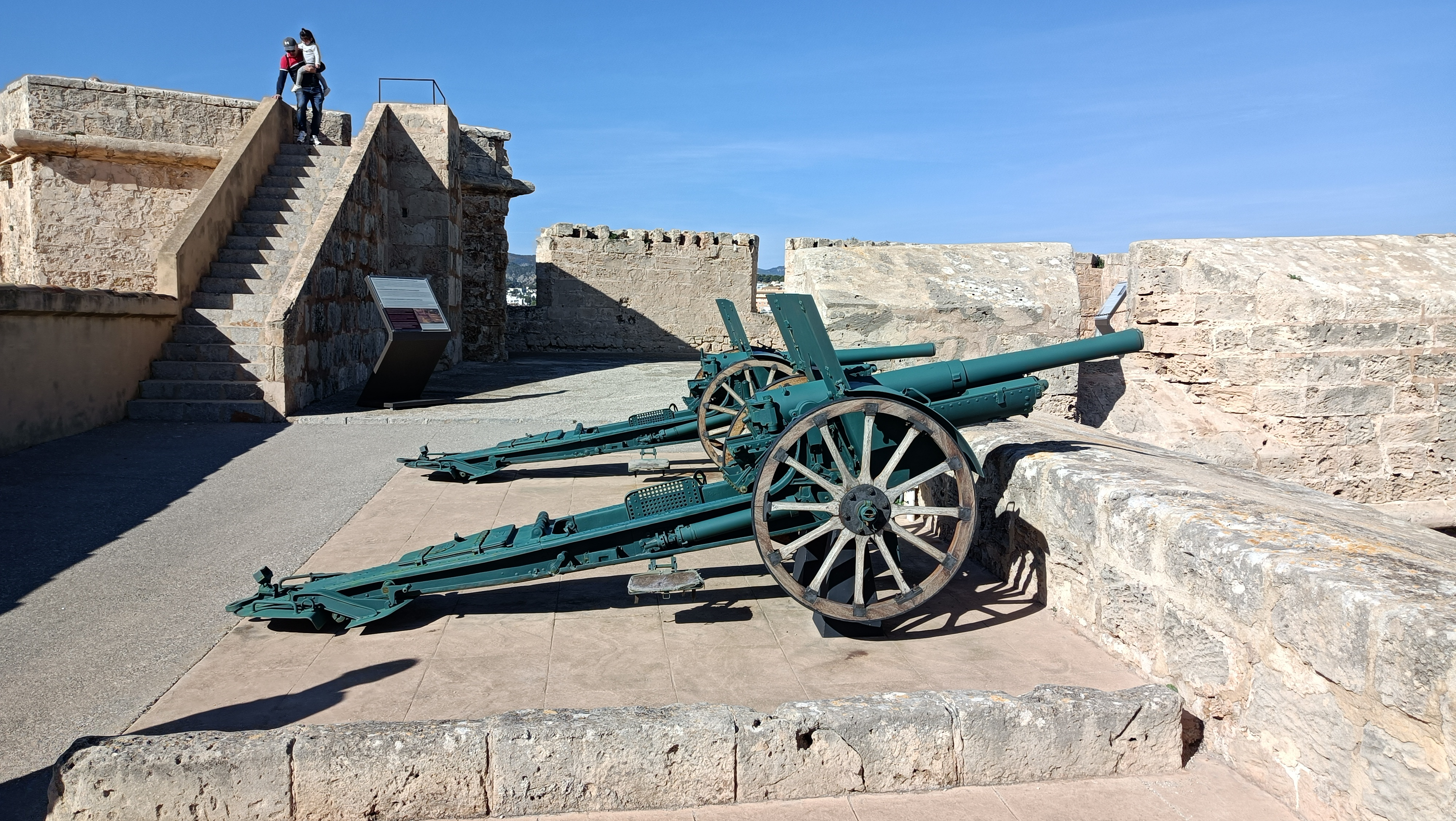
Artillería de costa en el Museo de San Carlos, en Mallorca.

- Artillería de campaña: armas móviles usadas para apoyar a los ejércitos en el campo de batalla. Como subcategorías se incluyen:
  - Cañón de apoyo de infantería: apoyo directo a las unidades de infantería.
  - Cañón de montaña: piezas ligeras que pueden ser transportadas a través de terrenos difíciles, completas o parcialmente desmontadas.
  - Cañón de campaña: capaz de disparar a largas distancias.
  - Obús: capaz de disparar con grandes ángulos, suele ser empleado para efectuar fuego indirecto.
  - Cañón-obús: capaz de disparar con pequeños o grandes ángulos, combina las características del cañón ordinario y del obús.
  - Mortero: armas de cañón corto capaces de realizar disparos parabólicos para efectuar fuego indirecto.
  - Artillería antitanque: armas, normalmente móviles, diseñadas para atacar a carros de combate.
  - Artillería antiaérea: piezas, normalmente móviles, diseñadas para disparar contra aeronaves desde tierra. Algunas pueden ser empleadas también como cañones antitanque o cañones de campaña, por ejemplo, el cañón de 88 mm alemán.
  - La Artillería antiaérea autopropulsada (AAA), consiste en el uso y despliegue en el campo de batalla de Vehículos Antiaéreos Autopropulsados (VAA), vehículos móviles con armamento antiaéreo. Un vehículo antiaéreo, también conocido como Cañón Antiaéreo Autopropulsado (CAA) o Sistema de Defensa Antiaérea Autopropulsado (SDAA), es un vehículo blindado de combate con capacidad antiaérea.
  - Artillería de cohetes: lanza cohetes en lugar de disparar proyectiles.
- Artillería motorizada: artillería remolcada por vehículos tractores de artillería o provistos de unidad de potencia auxiliar.
- Artillería autopropulsada: cañones ordinarios, obuses, morteros o cohetes montados en vehículos.
- Artillería ferroviaria: cañones de gran calibre montados, transportados y disparados desde vagones de tren especialmente diseñados para ese propósito.
- Artillería naval: cañones montados en buques de guerra y usados contra otros buques o en apoyo de fuerzas terrestres. El mayor logro de la artillería naval llegó con el acorazado, pero la llegada del poder aéreo y de los misiles hicieron que este tipo de artillería quedara completamente obsoleta.
- Artillería de costa: emplazamientos fijos de cañones destinados a defender un lugar en particular, normalmente un área costera (por ejemplo, el Muro Atlántico en la Segunda Guerra Mundial) o un puerto. La artillería de costa moderna ha pasado a ser autopropulsada.